# آرثر كيري
آرثر كيري (بالإنجليزية: Arthur Kerry)‏ (21 يوليو 1879 في المملكة المتحدة - 1967) هو لاعب كرة قدم بريطاني (وحمل سابقاً جنسية المملكة المتحدة لبريطانيا العظمى وأيرلندا) في مركز الهجوم. لعب مع توتنهام هوتسبير وأكسفورد سيتي.